# Pseudoblepharispermum mudugense
Pseudoblepharispermum mudugense là một loài thực vật có hoa trong họ Cúc. Loài này được Beentje & D.J.N.Hind mô tả khoa học đầu tiên năm 2002.